# Viento del pueblo. Miguel Hernández
Viento del pueblo. Miguel Hernández es una miniserie española de 2002, dirigida por José Ramón Larraz y protagonizada por Liberto Rabal, que muestra de forma ficcionada la vida del poeta y dramaturgo alicantino Miguel Hernández.

## Sinopsis
Viento del pueblo, título de un famoso poemario de Hernández, narra la vida del cabrero y poeta republicano, desde su nacimiento en Orihuela en 1910, pasando por su viaje a Madrid y su encuentro con Josefina Manresa, su futura esposa, y su encarcelamiento en Alicante y muerte en 1942.

## Producción
La miniserie biopic de dos capítulos de 90 minutos cada uno fue rodada en Orihuela, Cox (Alicante) y Borox (Toledo) con un presupuesto de 500 millones de pesetas y contó con 135 decorados diferentes, entre los que destacó la casa natal de Miguel Hernández. El guion fue escrito por Rafael Moreno Alba, quien iba a dirigir la miniserie, pero falleció repentinamente a sus 58 años de edad a seis meses del inicio del rodaje. Fue producida por Lotus Films para Televisión Española, con financiación de la Generalitat de Valencia.
Fue estrenada el 28 de febrero de 2002 en prime time en La 1 de RTVE, aunque su emisión se vio interrumpida por un especial sobre la despedida de la peseta y la introducción del euro.

## Reparto
- Liberto Rabal: Miguel Hernández
- Silvia Abascal: Josefina Manresa
- José Sáncho
- Agustín González
- Andrés Gertrúdix
- Eusebio Poncela
- Tomás Gayo
- Ana Gracia
- Elisa Lledó
- Joan Gadea
- Empar Ferrer